# Persikorött sommaräpple
Persikorött sommaräpple är en äppelsort vars ursprung är omtvistat. Äpplet är först beskrivet av pomologen Dittrich år 1837. Trädet blir litet. Bladen är mörkgröna stora. Blommorna är stora vita. Trädet bär frukt redan andra eller tredje året. Vartannatårsbördighet är ett problem med denna sort. Äpplena har fem låga knölar på ovansidan. Stjälken är 10-30 mm lång. Äpplet självt är rundat kägelformigt har en vitgrön grundfärg och en röd täckfärg utan strimmighet, med gråaktiga punkter. Kärnhuset är lökformigt med stora kärnrum. Köttet som är saftigt, har en söt och syrlig smak. Äpplet plockas i omgångar från slutet av augusti. Äpplet har kort hållbarhet. Frukten får sällan skorv. Äpplet passar som köksäpple, men ännu bättre som ätäpple. Blomningen på detta äpple är sen och äpplet pollineras av bland andra Maglemer, Stenbock, Sävstaholm och Transparente Blanche. I Sverige odlas Persikorött sommaräpple gynnsammast i zon I–II och III. Äpplet är en av föräldrarna till äpplesorten Snövit.